# Круглова, Клавдия Егоровна
Клавдия Егоровна Круглова (19 декабря 1908 [1 января 1909], Клишева, Раменская волость, Бронницкий уезд, Московская губерния — 15 января 1986, там же) — передовик советского сельского хозяйства, доярка колхоза имени Прохорыча Раменского района Московской области, Герой Социалистического Труда (1949).

## Биография
Родилась 19 декабря 1908 [1 января 1909] в деревне Клишева Раменской волости Бронницкого уезда Московской губернии в русской семье крестьян Егора Яковлева и Татьяны Ивановой Пантелеевых, крещена на следующий день.
Обучившись в начальной школе, в 1927 году трудоустроилась на текстильную фабрику "Красная Звезда" в Раменском. В 1930 году вернулась в родную деревню и стала работать в местном колхозе. С 1936 года работала на ферме в колхозе имени Прохорыча дояркой.
По результатам работ в 1948 году сумела получить от 8 закреплённых за ней коров по 5599 килограммов молока в среднем на одну корову за год, с содержанием 201 килограмма молочного жира.    
Указом Президиума Верховного Совета СССР от 7 апреля 1949 года за получение высоких результатов в сельском хозяйстве и рекордные показатели в животноводстве Клавдии Егоровне Кругловой было присвоено звание Героя Социалистического Труда с вручением ордена Ленина и медали «Серп и Молот».
Продолжала и дальше трудиться в сельском хозяйстве. С 1956 года работала на свиноводческой ферме, затем стала трудиться телятницей. После реорганизации колхоза в 1959 году перешла на работы в полеводческой бригаде. Неоднократно принимала участие в выставках достижений народного хозяйства, завоёвывала медали. В 1964 году вышла на заслуженный отдых.     
Проживала в родной деревне Клишева. Умерла 15 января 1986 года, похоронена на кладбище в селе Малахово. 

## Награды
За трудовые успехи была удостоена:
- золотая звезда «Серп и Молот» (07.04.1949)
- орден Ленина (07.04.1949)
- другие медали.